# هوخستولن
هوخستولن (به لاتین: Hochstollen) یک کوه در سوئیس است که در کانتون ابوالدن واقع شده‌است. هوخستولن ۲٬۴۸۱ متر بالاتر از سطح دریا واقع شده‌است.